# حجاج بن إبراهيم الأزرق
حجاج بن إبراهيم الأزرق ويكنى بأبي إبراهيم، من رواة الحديث وهو ثقة. سكن طرسوس، ومات بمصر.

## روايته للحديث النبوي
- روى عن: أبي الزناد وابن وهب، روى عن أبي شهاب الحناط وخالد بن عبد الله وحكيم بن نافع وفرج بن فضالة.
- روى عنه: محمد بن يحيى وأحمد بن الحسن وعبد العزيز بن منيب وأبو حاتم.
- الجرح والتعديل: قال أبو حاتم الرازي: ثقة. وقال أبو سعيد بن يونس المصري: كان رجلا صالحا، ثقة. وقال أحمد بن صالح الجيلي: ثقة صاحب سنة. وقال ابن حجر العسقلاني: ثقة فاضل.